# Chris Kirk
Chris Kirk (Atlanta, 8 mei 1985) is een Amerikaans golfprofessional. Hij debuteerde in 2011 op de Amerikaanse PGA Tour.

## Golfamateur
Als golfamateur golfde Kirk op de Universiteit van Georgia en was lid van het team van het NCAA Division I Men's Golf Championship. 

## Golfprofessional
In 2007 maakte Kirk zijn profdebuut. Van 2008 tot en met 2010 golfde hij op de Nationwide Tour (nu de Web.com Tour). In 2010 won hij twee golftoernooien: de Fort Smith Classic en het Knoxville News Sentinel Open. In 2010 sloot hij zijn seizoen af met een tweede plaats en kreeg hiervoor een speelkaart voor de Amerikaanse PGA Tour in 2011.
In zijn eerste seizoen op de Amerikaanse PGA Tour behaalde hij vroeg in het seizoen een tweede plaats op het Shell Houston Open waar Phil Mickelson het toernooi won. Halverwege van het seizoen, in juli 2011, won hij met de Viking Classic zijn eerste zege op de PGA Tour.
In 2013 won hij met de McGladrey Classic zijn tweede zege op de PGA Tour en kwalificeerde zich voor de eerste keer voor de Masters. 

### Overwinningen
Amerikaanse PGA Tour
| Nr. | Jaar             | Toernooi                              | Score           | Score | Info |
| --- | ---------------- | ------------------------------------- | --------------- | ----- | ---- |
| 1   | 17 juli 2011     | Viking Classic                        | 67-67-64-68=266 | −22   |      |
| 2   | 10 november 2013 | McGladrey Classic                     | 66-66-68-66=266 | −14   |      |
| 3   | 1 september 2014 | Deutsche Bank Championship            | 73-66-64-66=269 | −15   |      |
| 4   | 25 mei 2015      | Crowne Plaza Invitational at Colonial | 68-69-65-66=268 | −12   |      |

Web.com Tour
| Nr. | Datum            | Toernooi                     | Score           | Score | Info            |
| --- | ---------------- | ---------------------------- | --------------- | ----- | --------------- |
| 1   | 20 juli 2010     | Fort Smith Classic           | 65-69-66-64=264 | −16   | Eerste profzege |
| 2   | 29 augustus 2010 | Knoxville News Sentinel Open | 68-70-63-67=268 | −20   |                 |

## Teamcompetities
Amateur
- Eisenhower Trophy: 2006
- Palmer Cup: 2006, 2007 (winnaars)
- Walker Cup: 2007 (winnaars)